# 路面電車を考える会
路面電車を考える会（ろめんでんしゃをかんがえるかい）は、1993年（平成5年）に広島で発足した市民団体。

## 理念・目的
「車社会に生きづまった都市の再生を図るため、無公害の路面電車の活用を考え、交通系全般の見直しを図る活動をしたい」という理念のもとに発足。市民の発意により誕生した。「身の丈にあった責任ある活動」と「是々非々」を基本スタンスにしている。

## 活動
定例行事
- 例会
- 納会開催
- イベントの企画、協力
- ビール電車などイベント電車の運行[2]

## 経歴
1993年（平成5年）発足。
代表世話人の死去、交代に伴い2007年から実質的な活動を停止していたが、2012年5月に活動を再開。
2018年8月20日には『広電と広島―25車種298両、日本一の路面電車』を交通新聞社から発行した。

## 構成
会社員、広電OB、広電社員、警察官、大学教員など約20名によって構成されている。

## 書籍
- 『広電と広島―25車種298両、日本一の路面電車』（2018年8月、交通新聞社、ISBN 978-4330887180）[1]